# Claude av Guise
Claude de Lorraine, född 20 oktober 1496 på Château de Condé-sur-Moselle, död 12 april 1550 på Château de Joinville, var den förste hertigen av Guise, från 1528 till sin död.

## Biografi
Claude av Guise var andre son till René II, hertig av Lothringen och fick sin utbildning vid det franska hovet under Frans I. När han var 17 år gjorde han genom gifte en förbindelse till det kungliga huset, genom giftermålet med Antoinette de Bourbon (1493–1583), dotter till François, greve av Vendôme.
Claude utmärkte sig vid slaget vid Marignano (1515), och det tog lång tid för hans 22 sår som han fick vid slaget att läka. 1521 deltog han i slaget vid Fuenterrabia och Louise av Savojen tillskrev erövrandet av platsen till honom. År 1523 blev han guvernör för Champagne och Burgund efter att vid Neufchâteau ha besegrat de kejserliga trupperna som hade invaderat provinsen. År 1525 krossade han den Anabaptistiska bondearmén som invaderade Lothringen, vid Lupstein, nära Saverne (Zabern).
När Frans I återkom från fångenskapen 1528, gjordes Claude till hertig av Guise som fransk adelsman, dittills hade endast prinsar av det kungliga huset haft titlarna hertig och pär av Frankrike. Huset Guise, som en sidolinje till det suveräna huset Lothringen och ättlingar till huset Anjou, krävde företräde framför Bourbon-prinsarna av Condé och Conti.
Deras anspråk och ambitioner inspirerade till misstro mot Frans I, fastän han belönade Guises tjänster med betydande gåvor av land och pengar. Hertigen utmärkte sig i fälttåget mot Luxemburg 1542, men några år innan sin död utplånade han sig inför hans söners växande rikedom. 

## Barn
- Maria av Guise (1515–1560), gift med kung Jakob V av Skottland
- Frans av Guise (1519–1563)
- Louise av Guise (1520–1542), gift med Charles I, hertig av Arschot
- Renée av Guise (1522–1602), abbedissa av St. Pierre, Reims
- Charles, hertig av Chevreuse, ärkebiskop av Reims och kardinal av Guise (1524–1574)
- Claude, hertig av Aumale (1526–1573)
- Louis I, kardinal av Guise (1527–1578)
- Philippe (1529–1529)
- Pierre (f. 1530–dog ung)
- Antoinette (1531–1561), abbedissa av Faremoutier
- François, stormästare över Malteserorden (1534 – 1563)
- René, markis av Elbeuf (1536–1566)